# Tündéres
Tündéres (szerbül Вилово / Vilovo) település Szerbiában, a Vajdaságban, a Dél-bácskai körzetben, Titel községben.

## Fekvése
A titeli-fennsík lábánál, Titeltől északnyugatra, Mozsor, Sajkásszentiván, Dunagárdony és Sajkáslak közt fekvő település.

## Története
A Sajkáslak és Mozsor között fekvő település. előbbi neve Vilova volt. Ezt a nevét először 1702-ben említették, mikor mint katonai sáncot szervezték és a dunai határőrvidékbe osztották be. 1715-ben nevét Vilvárnak írták. 1728-ban a fennmaradt adatok szerint Vilova katonai sáncban csak egy hadnagy volt egy félszázad gyalogos határőrrel. 1740 körül a vármegye panasza szerint, e katonai sáncnak volt egy Szurdok nevű pusztája is, és csak 20 katonát állít ki, pedig 70 adófizető egyén is volna ott található. 1750-ben e sáncot nem osztották fel, hanem a szegedi várparancsnoknak vetették alá és csajkás századok felállítására tartották vissza. E terv azonban egyelőre nem sikerült, 1752-ben ideiglenesen ez a helység is a vármegye irányítása alá került. 1763-ban ismét katonai hatóság vette át Vilovát és a csajkás század életbe is lépett. Csak 100 évi csajkás élete után, 1873-ban, a csajkás militáris rendszer megszűntével, került vissza a vármegyéhez. 
A település görög keleti temploma 1806-ban épült. Az 1900. évi népszámláláskor Tündéresen 1180 lakos élt 230 házban. Anyanyelv szerint ekkor 1108 szerb, 28 német, 43 magyar lakosa volt. Vallás szerint: 1066 görög keleti, 47 római katolikus, 25 evangélikus, 6 református, 32 izraelita élt a településen. A község határa 3860 kataszteri hold volt, melyből a községnek 1127, az angol-osztrák banknak 1072 holdnyi területe volt. A falu határát gyakran sújtotta árvíz, így nagyobb vízáradás volt 1876, 1884 és 1895. években. A határbeli dűlők nevei még az 1900-as évek elején is főleg magyarok: többek között Heréskertek, Kapitányszoros, Fehérszoros nevű dűlők voltak ismertek. 
1910-ben 1241 lakosából 44 magyar, 40 német, 1152 szerb volt. Ebből 43 római katolikus, 42 evangélikus, 1121 görögkeleti ortodox volt.
A trianoni békeszerződés előtt Bács-Bodrog vármegye Titeli járásához tartozott.

## Népesség

### Demográfiai változások
| 1948 | 1953 | 1961 | 1971 | 1981 | 1991 | 2002 | 2011 |
| ---- | ---- | ---- | ---- | ---- | ---- | ---- | ---- |
| 1221 | 1218 | 1154 | 1169 | 1089 | 1077 | 1103 | 1090 |